# Tsimafej Kalatjoŭ
Tsimafej Siarhejevitj Kalatjoŭ (belarusiska: Цімафей Сяргеевіч Калачоў; ryska: Тимофей Сергеевич Калачёв, Timofej Sergejevitj Kalatiov), född 1 maj 1981 i Mogiljov i Vitryska SSR i Sovjetunionen (nu Mahiljoŭ i Belarus), är en belarusisk före detta fotbollsspelare (mittfältare). Han spelade bland annat för Dnepr Mahiljoŭ, Sjachtar Salihorsk, Sjachtar Donetsk, Chimki, Rostov och Krylja Sovetov Samara. Efter spelartiden har Kalatjoŭ blivit assisterande klubbränare. 
Hans äldre bror Dzmitryj Kalatjoŭ var också professionell fotbollsspelare.